# سری واوا
سری واوا (انگلیسی: Séry Wawa؛ ۱۹۴۳ – ۱۲ دسامبر ۲۰۱۳) بازیکن فوتبال اهل ساحل عاج بود.